# Бульгарелли, Джакомо
Джа́комо Бульгаре́лли (итал. Giacomo Bulgarelli; 24 октября 1940 — 12 февраля 2009) — итальянский футболист, игрок «Болоньи» и национальной сборной. Чемпион Европы 1968 года.

## Биография
Всю свою карьеру провёл в клубе «Болонья» с 1959 по 1975 годы, стал чемпионом в сезоне 1963/64 и дважды выигрывал Кубок Италии, благодаря чему стал самым знаменитым игроком «Болоньи». Также он побеждал в англо-итальянском кубке 1970 года и в Кубке Митропы 1961 года.
На уровне сборной провёл 29 игр, 7 раз отличился. На ЧМ-1966 Бульгарелли являлся игроком основного состава. В матче со сборной КНДР ему была доверена капитанская повязка, однако доиграть матч до конца ему не удалось. Во время столкновения с корейским футболистом Бульгарелли усугубил травму колена и вынужден был покинуть поле. Поскольку замены не были предусмотрены регламентом соревнований, то сборная Италии осталась в меньшинстве и в итоге сенсационно проиграли 0:1 и не вышла из группы. На чемпионате Европы 1968 года был в заявке Италии, ни разу не играл в финальных матчах, однако стал чемпионом Европы.
После завершения карьеры работал телекомментатором на телеканалах TMC (Телевидение Монте-Карло) и RAI.

## Достижения
- Чемпион Европы: 1968
- Чемпион Италии: 1963/64
- Обладатель Кубка Италии: 1969/70, 1973/74
- Обладатель англо-итальянского кубка: 1970
- Обладатель Кубка Митропы: 1961